# Blades of Steel
Blades of Steel, позже выпущенная в Японии как Konamic Ice Hockey (яп. コナミック アイスホッケー Konamikku Aisu Hokkē) — хоккейная видеоигра, выпущенная компанией Konami для североамериканских аркадных автоматов в 1987 году, и портированная на Family Computer Disk System и Nintendo Entertainment System в 1988 году. Все команды вымышленные, но основаны на реальных канадских и американских городах. Игра известна своим быстрым темпом игровых действий и режимом хоккейных драк. Имеется режим на 1-го и 2-х игроков. При игре против компьютера есть три уровня сложности на выбор: Junior, College и Pro (Pro — самый сложный, Junior — самый простой). Каждая команда состоит из трех нападающих, двух защитников и вратаря.

## Геймплей
В начале игры, игроки могут выбрать либо «Exhibition» либо «Tournament» режим. Товарищеский матч состоит из одной игры против компьютера или другого игрока. Режим турнира аналогичен НХЛ плей-офф. Игрок выбирает команду и проводит 3 матча против других команд в стиле плей-офф турнира. Если игрок выигрывает все встречи, то он награждается кубком.
Бои в игре инициируется всякий раз, когда два игрока сталкиваются друг с другом три раза подряд, не задев другого игрока. Два игрока останавливаются и занимают боевую стойку, где они могут обмениваться ударами. Если игрок будет быстро наносить удары по противнику в ходе предварительной борьбы, есть шанс, что он собьет противника с ног и ни один игрок не получит штраф. Если противник будет наносить ответные удары, то голос диктора выкрикнет «Fight!» и игра перейдет в режим боя. Во время боя игроку дается полоска здоровья из пяти ячеек. Игрок может пробить верхний или нижний удар, а также поставить верхний или нижний блок. Игрок, проигравший бой, получает штраф, и он отправляется на скамейку штрафников (победитель не наказывается), создавая возможность играть в большинстве. Максимальное количество игроков на скамейке штрафников — 2, соответственно максимальное большинство 5 на 3. Если бой происходит близко к воротам защищающейся команды, то рефери может остановить борьбу и назначить буллит.
Во время второго перерыва появляется либо заставка с изображением медведя бьющего по шайбе со словами «отличный удар!», либо мини-игра в стиле Gradius, после которой рекламируются игры «Contra» и «Jackal».
В случае ничьи для определения победителя назначается серия буллитов. Каждая команда получает по пять бросков шайбы. Команда с большинством попадание после пяти бросков, становится победителем. Если после пяти бросков все ещё равный счет, то назначается ещё по одному броску до выявления победителя.
В игре в общей сложности восемь команд (четыре из Канады и четыре из Соединенных Штатов), каждая из которых представляет собой город, который участвовал в НХЛ на момент разработки игры: четыре канадских команды из Торонто, Ванкувера, Монреаля и Эдмонтона и четыре американских команды из Нью-Йорка, Чикаго, Лос-Анджелеса и Миннесоты. Команды одеты в комплект форм, состоящих из трёх цветов.
В игре присутствуют оцифрованные голосовые фразы, которые были редкостью в то время в играх на NES. Особенно отчетливо голос произносит на заставке игры фразу «Blades of Steel».
Blades of Steel отличается от профессиональной игры в НХЛ в конце 1980-х годов тем, что она не имеет никакого правила офсайда. Так же игроки, которые проигрывают кулачный бой, подлежат штрафу на 2 минуты, когда в НХЛ в случае драки наказывают на 5 минут. Буллит назначается в стиле футбольного пенальти, игрок бьет по шайбе от синей линии, вместо того, чтобы двигаться в сторону вратаря.